# 일본 선거관리위원회
선거관리위원회(일본어: 選挙管理委員会 센쿄칸리이인카이[*])는 일본의 선거 기관으로, 선거를 관리하는 기관의 대표적인 이름의 하나로서 이용되고 있으며, 선관(일본어: 選管 센칸[*])이라고 줄여서 부르기도 한다.

## 중앙선거관리위원회
중앙선거관리위원회는 공직 선거법 제 5조의 2항에 따라 설치된 특별 기관이다. 중의원 의원 총선거 및 참의원 의원 통상선거의 비례구 및 대법원 재판관 국민 심사에 관한 종합 사무와 정당에 대한 심사를 다루고있다.

## 지방 자치 단체 선거 관리위원회
선거 관리위원회는 행정위원회의 하나로, 제 181조 제 1항에 따라 보통 지방 공공단체(도도부현, 시정촌)에 설치된다.